# マルス計画
マルス計画（Mars probe program）とは、1960年代から1970年代までソ連の宇宙計画の一環として行なわれた、ソビエト連邦による火星の無人探査プログラムである。

## 第一世代 - マルスニク計画

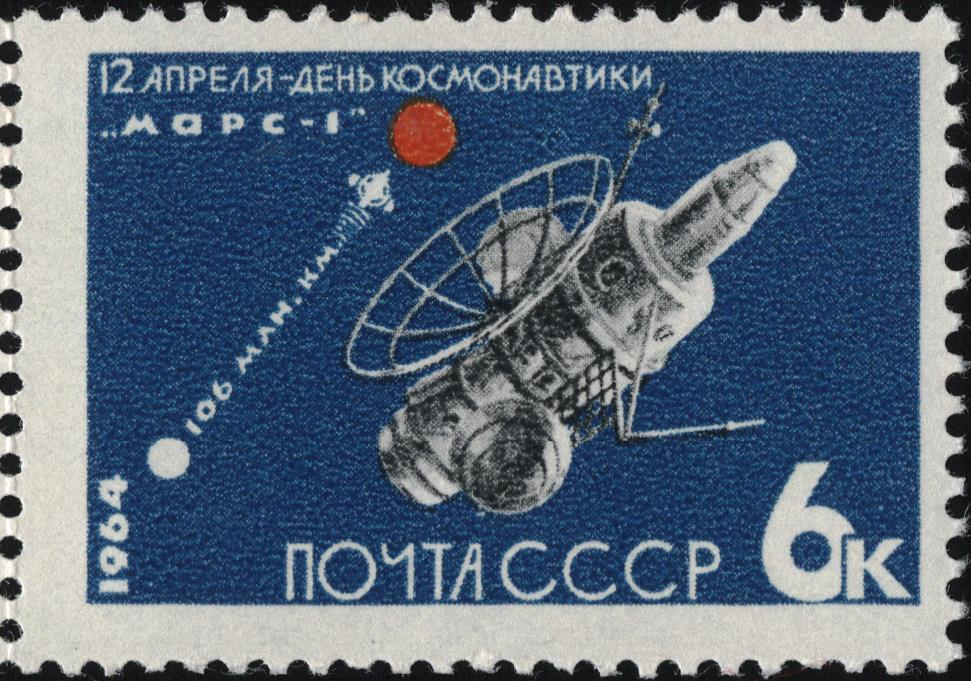
マルス1号の切手

ソビエト連邦の、火星に探査機を送ることを目的とした最初の計画はマルスニク計画で、650kgの質量を持つ2機の探査機が1960年に打ち上げられたが、失敗した。

## 第二世代 - マルス3MV-4A計画
マルス1号は1962年に打ち上げられたが、火星への途上で失敗した。この頃、ソビエトはマルス1962Aとマルス1962Bという2機の宇宙船を打ち上げた。両者ともマルス3MV-4Aという900kgの機体を基にしたものだったが、どちらも地球の軌道を抜けることはできなかった。1964年にゾンド1964Aとゾンド2号を打ち上げたが、再び火星への途上で失敗に終わった。

## 第三世代
1969年にはマルス1969Aとマルス1969Bを打ち上げたがどちらも失敗し、1971年から1973年にはそれとよく似たマルス2号からマルス7号を打ち上げた。1971年に打ち上げたマルス1971Cは、約5トンと新型のより重いデザインで、打上げにはプロトンロケットを必要とした。軌道探査機と着陸探査機を火星に送るように設計されていた。軌道探査機の設計は、後に金星を目的としたベネラ計画で用いられたものと同様のものだった。1975年以降のベネラ計画ではかなり改善されたものの、この時期の探査機の設計は未熟なものだった。探査機のハードウェアの信頼性の問題は、ソビエト連邦の1960年代後半から1970年代初期の計画には常に付きまとっていたが、1970年代中盤に、新しいものを作る方針から既存のものを改良する方針に転換したことで、大きく改善された。

### M-71計画 - マルス1971C、マルス2号、マルス3号
マルス2号とマルス3号のミッションは同じ宇宙船を用いて行なわれ、両者とも軌道探査機と着陸探査機を備えていた。これは、火星の表面に到達した初めての人工物となった。1971年5月1日のコスモス419号（マルス1971C）は打上げに失敗し、M-71計画の3番目の探査機は、アメリカ合衆国のマリナー8号（失敗）、マリナー9号（成功）に対抗して、火星の初めての人工衛星になることを目的としたもので、軌道探査機のみを運んだ。科学的な目的としては、主に火星の表面や雲を撮影すること、火星の温度を決定すること、表面の地質、組成、物理的性質を研究すること、大気の特性を測定すること、太陽風や惑星間及び火星の磁場を観測すること、着陸機からの信号を地球に中継すること等であった。マルス2号とマルス3号は、Tyazheliy Sputnikによって打ち上げられた。

#### マルス2号
- 打上げ日時

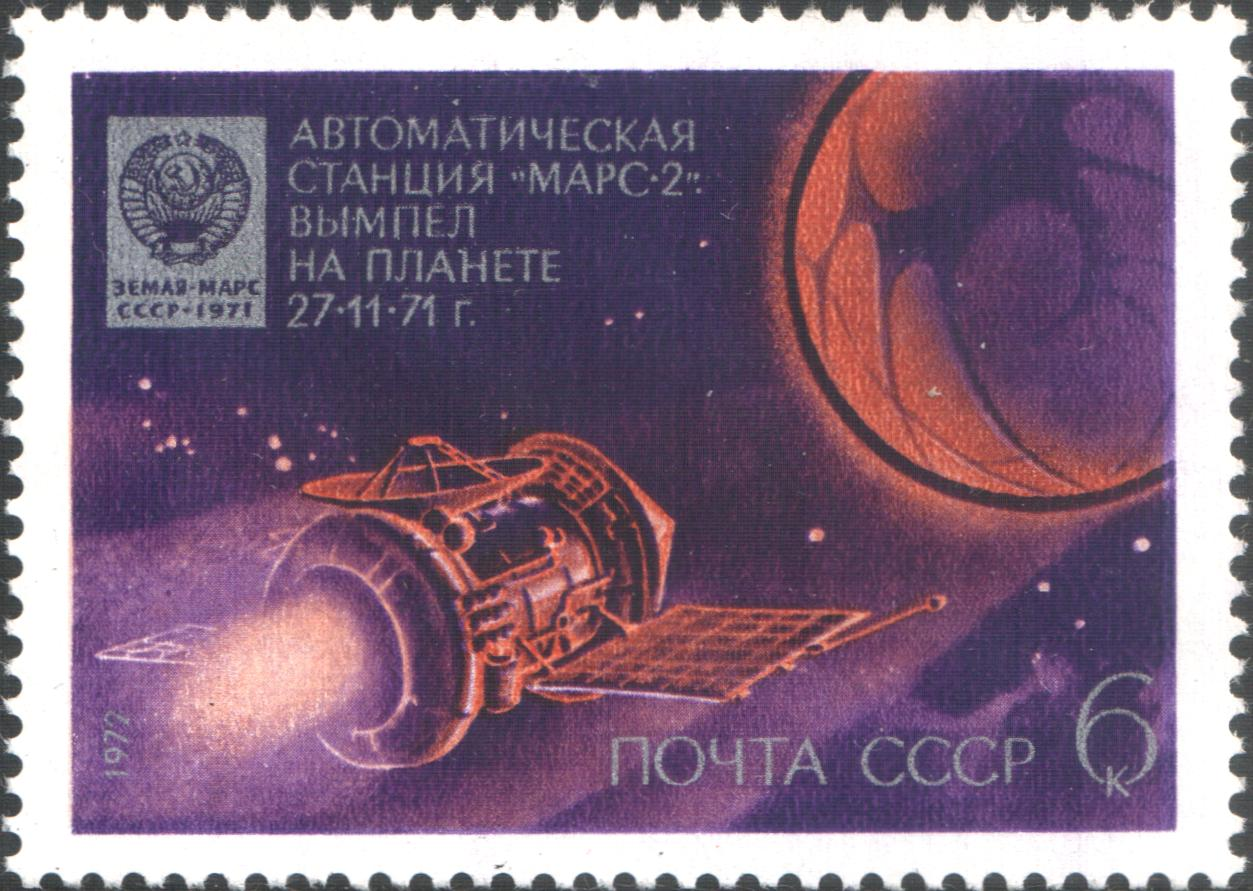
マルス2号の切手

  - 1971年5月19日16:22:44(UTC)
- 打上げ時質量（燃料含）
  - 合計:4650kg
  - 軌道探査機:3440kg
  - 着陸機:1210kg
- 軌道上乾燥重量:2265kg
- 形状:高さ4.1m、幅2m（太陽電池パネルを広げると5.9m）

マルス2号は、1971年11月27日の火星への到着4.5時間前に降下モジュールを切り離した。降下モジュールは約6.0km/sの速度で、計画よりも鋭角に火星の大気に突入した。降下システムは故障し、着陸機は45°S、302°Wの地点に衝突し、火星の表面にソビエト連邦の国章を残した。その間、軌道探査機はエンジンを再点火し、火星から1380 x 24,940 kmのところを軌道傾斜角48.9°、軌道周期18時間で公転する軌道に乗った。遠点にいる30分の間に、科学装置の電源が入れられた。

#### マルス3号
- 打上げ日時
  - 1971年5月28日15:26:30(UTC)
- 打上げ時質量（燃料含）
  - 合計:4650kg
  - 軌道探査機:3440kg
  - 着陸機:1210kg
- 軌道上乾燥重量:2265kg
- 形状:高さ4.1m、幅2m（太陽電池パネルを広げると5.9m）

マルス3号の降下モジュールは、1971年12月2日09:14(UTC)、火星に到達する4時間35分前に切り離された。降下モジュールは約5.7km/sの速さで火星の大気に突入した。地上探査機は空力ブレーキ、パラシュート、逆推進ロケットによって45°S、158°Wの地点に軟着陸し、探査を開始した。しかし20秒後、原因不明の故障で装置が止まってしまった。おそらく着陸時の激しい砂塵嵐の結果だと考えられている。マルス3号の着陸探査機は火星の表面の初めての写真を地球に送信してきた。その間、軌道探査機は燃料の一部を失い、計画された周期25時間の軌道を維持することができなくなった。そのためエンジンを使い、マルス2号と同じ軌道傾斜角48.9°の周期12日19時間の軌道まで機体を押し上げた。
両方の地上探査機は小さなローバーを積んでおり、地上探査機から15mの範囲をスキーで移動することができた。地球からの無線によるリモートコントロールで操作するには遠すぎたため、自動で野障害物回避のために2本の金属製の小さな棒が用いられた。両方のローバーは、土壌の密度と支圧強度を試験するため、密度計と動的透過度計を備えていた。ローバーは着陸探査機の故障に伴って動かなくなった。
マルス2号とマルス3号の軌道探査機は1971年12月から1972年3月の期間の莫大なデータを地球に送信した。データの送信は8月まで続いた。マルス2号は火星を362周、マルス3号は20周して、1972年8月22日にミッションを終了したことが公表された。合計で60枚の画像が送られ、この画像とデータによって表面の立体地図が作成され、火星の重力と磁場に関する知見が得られた。

### M-73計画 - マルス4号、5号、6号、7号
1973年7月から8月にかけてソビエト連邦は、マルス4号から7号までの探査機をM-73計画として打ち上げた。この年は地球から火星への飛行コースが効率的な時期ではなかったため、1971年と同じ質量の探査機を火星の軌道に投入できなかった。対策として探査機を軽量化する必要が生じた。前回は1機の探査機が軌道上からの探査と着陸機の投下を行うことができたが、今回は2種類の探査機で役割を分担した。
マルス4号と5号は、火星周回軌道上から、火星の大気と地表の組成、構造、特性についてのデータを送り返した。軌道上からの観測専用とし、降下モジュールを搭載しないことで質量を制限内に収めた。
マルス6号と7号は降下モジュールを備えていたが、代わりに火星軌道投入に必要な燃料を搭載しなかった。着陸機を分離した母船は、火星の重力圏を通り過ぎて太陽周回軌道に入った。着陸機の通信は4号と5号で中継する計画だった。
打ち上げにはいずれもプロトンSL-12/D-1-eを用いた。

#### マルス4号
- 打上げ日時
  - 1973年7月21日19:30:59(UTC)
- 軌道上重量
- 乾重量:2270kg
- 燃料込重量:3440kg

マルス4号は1974年2月10日に火星に到達した。集積回路の故障により逆推進ロケットが起動しなかったため、マルス4号は火星周回軌道に入ることができず、火星から2200kmの距離を通過することになった。本来の目的は果たせなかったが、火星通過時に撮影した一連の写真と、火星の太陽から逆側の電離層からの最初の検出データである電波遮蔽のデータを地球に送信した。フライバイ後は、太陽周回軌道から惑星間の観測データを送信した。

#### マルス5号
- 打上げ日時
  - 1973年7月25日18:55:48(UTC)
- 軌道上重量
- 乾重量:2270kg
- 燃料込重量:3440kg

マルス5号は1974年2月12日15:45(UTC)に火星に到着し、高度32555km、軌道傾斜角35.3°、周期24時間53分の楕円軌道に投入された。惑星の自転とほぼ同期した軌道を回りながら、2台の光学テレビカメラで12枚の接近写真を撮影した。"Vega"カメラはカラーフィルターを備えた52mmのレンズを持ち、"Zulfar"カメラはオレンジのフィルターを備えた350mmの望遠レンズを持つ。画像は220線のモードで伝送され、そのうち選択された画像は880線か1760線の解像度で再伝送された。マルス5号は中継機の加圧状態が失われるまで22周の間、データの収集を行なった。9日間に渡って、5°N、330°Wから20°S、130°Wの範囲のマリネリス峡谷南部の60枚の画像を送信した。

#### マルス6号
マルス6号は1973年8月5日に無事打ち上げられ、プロトンロケットで一度宇宙待機軌道に入り、その後火星遷移軌道に入った。燃料を含めた合計の質量は3260kgで、1974年3月12日に火星に到着した。降下モジュールは火星から4万8000kmのところで切り離された。母船は火星から1600kmのところを通り過ぎた後、太陽周回軌道に入った。降下モジュールは09:05:53(UTC)に5.6km/sで大気圏に突入し、空力ブレーキで600m/sまで減速した後、09:08:32(UTC)にパラシュートを開いた。この間、探査機は情報を収集して地球に送信した。降下モジュールとの通信は、地表と近付いた09:11:05(UTC)に一旦途絶し、この時に逆推進ロケットが点火したか、推定61m/sの速度で地表に衝突したと考えられている。マルス6号は23.90°S、19.42°Wのマルガリティファー大陸と呼ばれる領域に着陸した。着陸時の質量は635kgだった。降下モジュールは通信が途絶するまでの224秒間データを送信したが、集積回路の故障のため、データの多くは判読できなかった。

#### マルス7号
マルス7号は1973年8月9日に無事打ち上げられ、プロトンロケットで一度宇宙待機軌道に入り、その後火星遷移軌道に入った。燃料を含めた合計の質量は3260kgで、1974年3月9日に火星に到着した。計画された着陸地点は50°S、28°Wだったが、高度制御装置または逆推進ロケットの故障のため、着陸機は予定より早い到着の4時間前に切り離されてしまった。その結果、着陸機は火星から逸れ、1300kmの距離を通過した。母船と着陸機はともに太陽周回軌道に入った。

## 中止になったミッション
マルス4NMとマルス5NMが1973年に打ち上げられることが1970年に計画された。また、N-1ロケットを用いた火星へのサンプルリターン計画が1975年に計画されたが、実現しなかった。

## 後のミッション

### フォボス計画

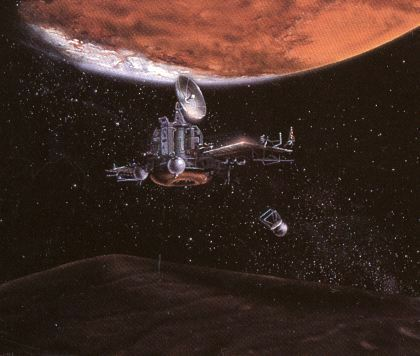
フォボス探査機

火星とその衛星フォボスを調査するための2機の探査機が1988年に打ち上げられた。フォボス1号は与えた司令の誤りで故障した。フォボス2号はデータを収集し、火星とフォボスの写真を地球に送信したが、フォボスに着陸する前に交信が途絶えた。

### マルス96
マルス96は1996年にロシアにより打ち上げられたが、打ち上げロケットの故障のため火星へ向かう軌道に乗ることができず地球に墜落した。探査機の設計はフォボス計画のものを基にしていた。マルスの名前が付くがソビエト連邦の一連のマルス計画とは直接関係しない。マルス96で予定されていた観測の一部は、2003年に欧州宇宙機関が打ち上げたマーズ・エクスプレスで実現した。

### フォボス・グルント
フォボス・グルントは火星とフォボスを観測し、フォボスの岩石を回収して地球へ帰還することを目指した。2012年に打ち上げられたが、打ち上げロケットの故障のため失敗した。